# Монастырь Гомирье
Монастырь Гомирье (серб. Манастир Гомирје) — монастырь Сербской православной церкви в районе Горски-Котар на территории современной Хорватии. Является самым западным сербским монастырем.

## История
Монастырь Гомирье был основан монахами монастыря Крка в 1600 году когда в районе Горски-Котар стали появляться сербские населенные пункты. Год спустя началось планомерное строительство. На протяжении XVII века постройки монастыря были деревянными, кроме каменной наблюдательной башни, которую воздвиг граф Вук Франкопан. Другая такая башня находилась на горе Стражник. Таким образом, монастырь был вовлечён в граничарскую службу и оборону от турок. Монастырь был важным для всего Карловацкого генералата. 13 июля 1657 года местные сербы заключили договор с хорватским феодалом Юраем Франкопаном, согласно которому за 15 000 форинтов купили Гомирье, Врбовско, Моравице и часть Каменско, часть земель была передана монастырю. 8 марта 1659 года договор подтвердил император Леопольд I. В XVIII веке началось строительство каменных церкви и келий. В 1719 году церковь была построена, а в 1730 году были завершены кельи и трапезная. В 1737 году на монастырском кладбище владыка Павле Ненадович, позднее ставший карловацким митрополитом, освятил часовню Успения Пресвятой Богородицы. С тех пор на этот праздник в монастыре проводилось народное собрание.
Во второй половине XVIII века в монастыре монахом Симеоном Балтичем была основана иконописная школа. В 1763 году им были закончены работы над иконостасом монастырской церкви. Монахи монастыря внесли значительный вклад в борьбу с распространением среди местных православных сербов униатства, чему потворствовали местные австрийские власти.
В годы Первой мировой войны австрийские власти в монастыре устроили концлагерь для сербских священников, обвиненных по политическим мотивам. Между мировыми войнами монастырь был обновлен, были улучшены библиотека и ризница. Во время Второй мировой войны, в 1943 году, хорватские усташи сожгли монастырь и убили игумена Феофана Косановича. Библиотека и остальные ценности были отправлены в Загреб, где находятся и поныне. После войны, в 1956 году, была восстановлена монастырская церковь, а в 1967 году и весь монастырский комплекс.